# Парамонов Денис Юсупович
Денис Юсупович Парамонов (нар. 14 вересня 1973, Орджонікідзеабад, Таджицька РСР) — український бізнесмен, власник групи компаній SMK Group, співінвестор тижневика «Бізнес-100», член фонду Української ради бізнесу.

## Біографія
Народився 14 вересня 1973 року в Орджонікідзеабаді (нині Вахдат у Таджикистані). У 1976 р. переїхав до Запоріжжя. Закінчив СШ № 70 у Запоріжжі, протягом 1990-1995 років навчався у Харківському технічному університеті радіоелектроніки на спеціальності «комп'ютерні та інтелектуальні системи». 
У 2019 році переїхав до Києва.
У 1995 р. почав працювати у МПП «Віраж», у 1996—2000 рр. обіймав там посаду заступника комерційного директора.
У 2000 р. заснував ковбасний цех у харківському мікрорайоні «Салтівка». У 2003 його було перейменовано на «Салтівський м'ясокомбінат». У 2007 році підприємство увійшло до п'ятірки найбільших виробників ковбас і м'ясних виробів в Україні.
У 2002 р. заснував свинокомплекс на 24 тисячі голів у смт Нова Водолага на Харківщині (фермерське господарство «Світанок»). Інвестував у вирощування волоського горіха Харківській області.
У 2006 році придбав Богодухівський, 2007 — Бердянський м'ясокомбінат.
У 2007 р. заснував групу компаній SMK Group, яка об'єднала Салтівський, Бердянський та Богодухівський м'ясокомбінати, агрофірму «Світанок» та 650 магазинів компанії.
У 2019 році придбав активи Білоцерківського м'ясокомбінату, перейменував його на Київський м'ясокомбінат та відновив у ньому роботу цеху з обвалювання м'яса.
У 2020 р. заснував онлайн-супермаркет «Cooker».

## Громадська діяльність
З 2003 року підтримує проєкти благоустрою міст, змагання з вільної боротьби, веслування та дитячі турніри з регбі.
2020 року заснував «Благодійний фонд Дениса Парамонова», що декларує збереження культурної спадщини, розвиток мистецтва, підтримку освіти, спорту та здоров'я. Найкращих студентів ОНАХТ та НУХТ фонд підтримує іменними стипендіями. Допомагає з реставрацією будівлі Національного літературно-меморіального музею Сковороди. 2020 року фонд почав співпрацю з Харківським академічним театром опери і балету, ставши спонсором шоу-балету «Спартак».
З початком пандемії коронавірусної хвороби надавав допомогу Зміївській, Мелітопольській та Богодухівській лікарням.